# Joseph Barbera
Joseph Barbera (n. 24 martie 1911, Manhattan, New York – d. 18 decembrie 2006, Los Angeles, California) a fost un animator, regizor, scenarist și producător de filme de animație american de origine siciliană, ale cărui personaje animate sunt urmărite de milioane de fani din întreaga lume.
Anii tinereții i-a petrecut în New York City, unde a urmat cursurile Liceului Erasmus și unde și-a început cariera. După ce a prestat diverse meserii, printre care și cea de funcționar bancar, Barbera s-a angajat la studioul de animație Van Beuren Studios în 1932, iar, în 1936, s-a angajat la Terrytoons. În anul 1937 s-a mutat în California, unde l-a cunoscut pe William Hanna, în timp ce lucra la studiourile Metro-Goldwyn-Mayer (MGM). Cei doi au început să colaboreze, iar în anul 1957 au fondat Hanna-Barbera Productions, Inc., care a devenit unul din cele mai de succes studiouri de filme de animație, producând seriale animate precum Familia Flintstone, Huckleberry Hound, Familia Jetson, Scooby-Doo, Ștrumfii și Ursul Yogi. Cel mai de succes proiect al lor sunt filmele de animație din seria Tom și Jerry. În anul 1967 studioul Hanna–Barbera a fost achiziționat de către Taft Broadcasting pentru suma de 12 milioane de dolari, cei doi rămânând, însă, conducătorii companiei până în 1991, an în care studioul a fost vândut companiei Turner Broadcasting System, care, la rândul ei, a fuzionat în 1996 cu Time Warner, deținătorii companiei Warner Bros.. Hanna și Barbera au rămas în cadrul companiei și au activat pe post de consilieri.
Hanna și Barbera au câștigat șapte premii Oscar și opt premii Emmy. Filmele lor de animație au devenit simboluri culturale, iar personajele acestora au fost folosite și în alte materiale media precum filme, cărți sau reviste și au fost, de asemenea, transformate și comercializate ca jucării, articole vestimentare etc. Filmele lor de animație au fost vizionate la nivel global de peste 300 de milioane de persoane și au fost traduse în peste 20 de limbi.

## Biografie
Joseph Barbera s-a născut la 24 martie 1911 pe strada Delancey Street, nr. 10, din cartierul Mica Italie din Manhattan, New York, fiind primul copil al cuplului Vincent Barbera și Frances Calvacca, descendenți sicilieni, și a crescut vorbind italiana.:17–18, 58, 128, 208 Când a avut patru luni, familia s-a mutat în Flatbush (Brooklyn, New York).:17–18, 58 A avut doi frați mai mici, Larry și Ted, care au participat la cel de-al Doilea Război Mondial. Larry a luat parte cu Armata Statelor Unite ale Americii la invadarea Siciliei, iar Ted a fost un pilot în Forțele Aeriene ale Statelor Unite și a luptat în Campania din Insulele Aleutine.:91–95 Tatăl lui Barbera, Vincent, a fost un prosper deținător a trei frizerii, dar a risipit averea familiei la jocuri de noroc:19 și i-a părăsit când Barbera avea 15 ani, iar unchiul din partea mamei, Jim, a devenit modelul tatălui.:22–24
Barbera și-a arătat talentul la desen încă din clasa I.:25–26 A absolvit liceului Erasmus Hall High School din Brooklyn în 1928.:23 În perioada liceului, Barbera a câștigat mai multe titluri la box, iar Al Singer, campion mondial la box la categoria semi-ușoară, i-a fost impresar, dar și-a pierdut repede interesul pentru acest sport.:30–32 În 1935 s-a căsătorit cu iubita sa din liceu, Dorothy Earl, împreună cu care erau cunoscuți în școală ca „Romeo și Julieta”:28. S-au despărțit temporar când Barbera a plecat în California, apoi s-au împăcat, dar au fost pe punctul de a se separa din nou când au descoperit că Dorothy era însărcinată cu primul lor copil. În cele din urmă au divorțat în anul 1963,:58, 61, 66, 90, 129 iar la puțin timp după divorț, Barbera a cunoscut-o pe cea care avea să fie a doua soție, Sheila Holden, la restaurantul Musso & Frank, unde Sheila era contabilă și casieră. Spre deosebire de Dorothy, care prefera să stea acasă cu copii, Sheilei îi plăcea viața socială a Hollywood-ului la care Barbera participa frecvent.:137–139, 147

## Carieră

### Primii ani
În timpul liceului Barbera a muncit livrând marfă croitorilor.:28 În timpul marii crize economice, a încercat să se angajeze pe postul de caricaturist pentru revista The NY Hits Magazine. Și-a câștigat existența lucrând la o bancă și a făcut eforturi să publice desene. Desenele erau scurte și nu grupate în benzi desenate. Acestea au început să fie publicate în Redbook, Saturday Evening Post și Collier's, revista la care a avut cel mai mult succes.:35–36 De asemenea, Barbera i-a cerut în scris lui Walt Disney sfaturi pentru a-și începe cariera în industria animației.:105 Disney i-a răspuns, promițându-i că îl va suna într-o vizită pe care avea să o facă în New York, dar convorbirea nu a mai avut loc.:38
Joseph Barbera a frecventat cursurile de artă ale Art Students League of New York și Pratt Institute și a fost angajat în departamentul „desen și culoare” al Studiourilor Fleischer. În 1932 s-a angajat la Studiourile Van Beuren ca animator și scenarist.:38–42 A lucrat la serii de desene animate cum ar fi Cubby Bear, Rainbow Parades și Tom și Jerry. Seria Tom și Jerry avea în prim-plan doi oameni; nu se asemăna cu seria ulterioară a lui Barbera cu șoarecele și pisica. În 1936, când studiourile Van Beuren au dat faliment, Barbera s-a mutat la Terrytoons, studioul animatorului Paul Terry.:53–54

### Film

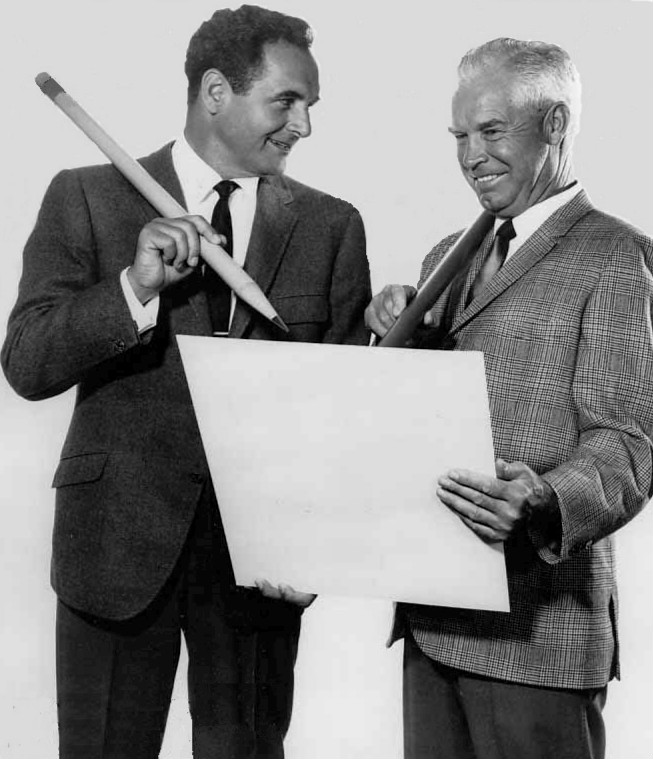
Joseph Barbera și William Hanna în 1965

Atras de un salariu mai bun, Barbera a plecat în 1937 de la studioul Terrytoons din New York la secția de desene animate a Metro-Goldwyn-Mayer (MGM) din California.:58–59:106 A descoperit că Los Angeles suferea la fel de mult ca Brooklyn-ul pe urma crizei și era cât pe ce să se întoarcă în Brooklyn.:201
Masa sa de lucru la MGM era față în față cu cea a lui William Hanna, iar cei doi și-au dat repede seama că pot face echipă bună.:Prefață Până în 1939 puseseră bazele unui parteneriat care avea să dureze 60 de ani. Hanna și Barbera au lucrat împreună cu regizorul de desene animate Tex Avery, care crease personajele Daffy Duck și Bugs Bunny pentru Warner Bros. și regiza filmele animate cu Droopy la MGM.:33:18
În 1940, Hanna și Barbera au colaborat la regizarea filmului Motanul e pus pe liber, care ulterior a fost nominalizat la Premiul Oscar pentru cel mai bun scurt metraj animat. În ciuda succesului, studioul dorea un portofoliu de desene mai diversificat, așa că șeful celor doi, Fred Quimby, nu a mai dorit să producă în continuare și mai multe animații cu șoarecele și pisica.:75–76 Surprinși de succesul filmului Motanul e pus pe liber, cei doi au ignorat opoziția lui Quimby:45 și au continuat să dezvolte personajele, chiar dacă în tot acest timp Hanna dorea să se întoarcă la studiourile lui Ising, față de care nutrea un sentiment de profundă loialitate. Când Hanna și Barbera s-au întâlnit cu Quimby, acesta din urmă a descoperit că deși Ising își arogase meritul pentru producerea peliculei Motanul e pus pe liber, nu avusese nicio contribuție la crearea acesteia. Drept urmare, Quimby le-a dat permisiunea celor doi să-și continue ideea cu șoarecele și pisica, iar rezultatul a fost cea mai celebră creație, Tom și Jerry.:78–79

Personajele care l-au făcut celebru: Tom și Jerry

Având personajele inspirate, cu mici diferențe, din cele din Motanul e pus pe liber, seria se centrează în jurul lui Jerry, șoarecele enervant care se ceartă mai mereu cu prietenul său felin, Tom. În legătură cu celebrul desen animat, Hanna a afirmat că au ales tema șoarecelui și a pisicii întrucât: „Știam că vom avea nevoie de două personaje. Ne-am gândit că avem nevoie de conflict, urmăriri și acțiune. O pisică care urmărește un șoarece ni s-a părut o idee bună, simplă.” Personajele astfel modificate au apărut pentru prima dată în scurtmetrajul Gustarea de la miezul nopții din 1941,:46 pentru ca în următorii 17 ani, cei doi animatori să se ocupe aproape în exclusivitate de Tom și Jerry, regizând peste 114 scurtmetraje, care aveau la bază acțiunea și mai puțin dialogul. În timpul celui de-al Doilea Război Mondial au produs desene animate pentru antrenarea soldaților.:92–93 În ciuda popularității sale, Tom și Jerry a fost des criticat ca fiind excesiv de violent,:42:134 însă, cu toate acestea, seria a câștigat primul său Premiu Oscar pentru cel de-al 11-lea desen animat, „The Yankee Doodle Mouse” (1943) — o aventură de război—, și a mai fost nominalizată în cadrul acelorași premii de 14 ori, din care a câștigat 7 distincții. Niciun desen animat bazat pe aceleași personaje nu a câștigat mai multe premii, și nici alte serii cu același personaj. Tom și Jerry au apărut în mai multe dintre filmele cu actori ale studioului MGM, cum ar fi de pildă Anchors Aweigh (1945) și Invitation to the Dance (1956) cu Gene Kelly și Dangerous When Wet (1953) cu Esther Williams.
Quimby a ridicat toate premiile Oscar fără să-i invite pe Hanna și Barbera pe scenă, iar desenele au fost lansate cu Quimby menționat ca singur producător, aceeași practică pentru care el însuși îl criticase pe Ising.:83–84 Când Quimby s-a pensionat în 1955, Hanna și Barbera au fost numiți la conducerea secției de desene animate a MGM. În momentul în care veniturile studioului au început să scadă din cauza concurenței făcute de televiziune, MGM și-a dat seama că redifuzarea desenelor mai vechi era mult mai profitabilă decât producerea altora noi,:2–3, 109 drept pentru care, compania i-a ordonat în 1957 directorului economic al lui Hanna și Barbera să lichideze secția de desene animate și să-i concedieze pe angajați prin telefon.:2–3, 109 Hanna și Barbera nu au înțeles decizia, mai ales că seria avusese un real succes.

### Televiziune

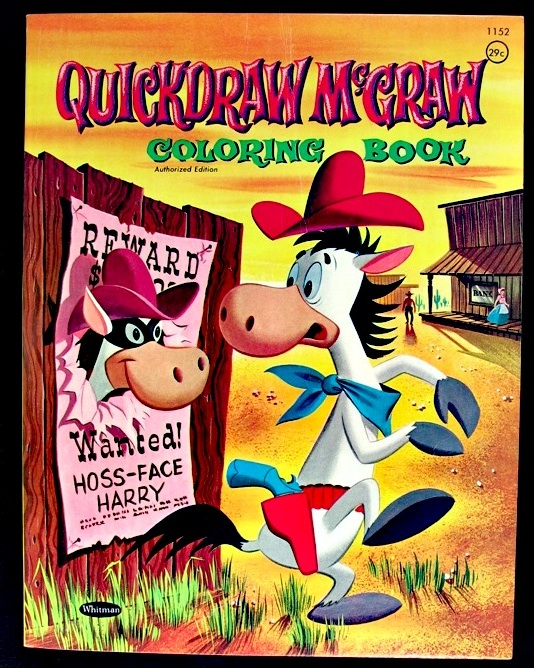
Quickdraw McGraw pe coperta unei cărți de colorat

Parteneriatul lor s-a încheiat repede, iar În 1957 Barbera a făcut din nou echipă cu fostul său partener William Hanna în vederea producerii desenelor animate pentru televiziune și cinematografe. Cei doi au contribuit cu aptitudini diferite în cadrul companiei, Barbera având talent la scrisul gagurilor și la desenat pe când Hanna avea talent la construcția narațiunii, găsirea momentului potrivit pentru introducerea unei acțiuni și recrutarea celor mai buni artiști. Deciziile importante de afaceri erau luate de ambii parteneri, iar titlul de președinte revenea fiecăruia prin rotație, o dată la un an.:120:77, 146 Întâietatea numelui lui Hanna în denumirea companiei a fost decisă de o aruncare cu banul,:Prefață numele inițial al studioului fiind H-B Enterprises, mai târziu schimbat în Hanna–Barbera Productions.
Primul serial lansat de noua companie a fost The Ruff & Reddy Show, în care este redată prietenia dintre un câine și o pisică. În ciuda criticilor lipsite de entuziasm pentru primul lor film cinematografic, Loopy De Loop, Hanna și Barbera au scos pe piață două seriale de televiziune de succes: The Huckleberry Hound Show și The Yogi Bear Show. Conform unui sondaj realizat în anul 1960, jumătate dintre cei care urmăreau serialul erau adulți. Acest lucru a determinat compania să creeze un nou serial de desene animate, Familia Flintstone, o parodie a serialului The Honeymooners, care prezintă viața de zi cu zi a unei familii din Epoca de piatră înconjurată de aparate de uz casnic, animale vorbitoare și invitați celebri. Vizionat atât de adulți cât și de copii, acesta a devenit primul desen animat difuzat la ore de vârf ce s-a transformat într-un mare succes, fiind totodată și cel mai longeviv (până la doborârea recordului de către Familia Simpson în 1997). Expresia „yabba dabba doo”, rostită de Fred Flintstone, a intrat în limbajul de zi cu zi al limbii engleze, iar serialul a propulsat studioul în vârful domeniului desenelor animate televizate. Îndemnată de succesul acestui film serial, compania a creat și produs Familia Jetson — o variantă a Familiei Flintstone — a cărui acțiune se petrece în spațiu, în viitor. Deși ambele seriale au reapărut pe ecranele de televiziune în anii 1970 și 1980, Familia Flintstone a avut de departe cel mai mare succes la public.

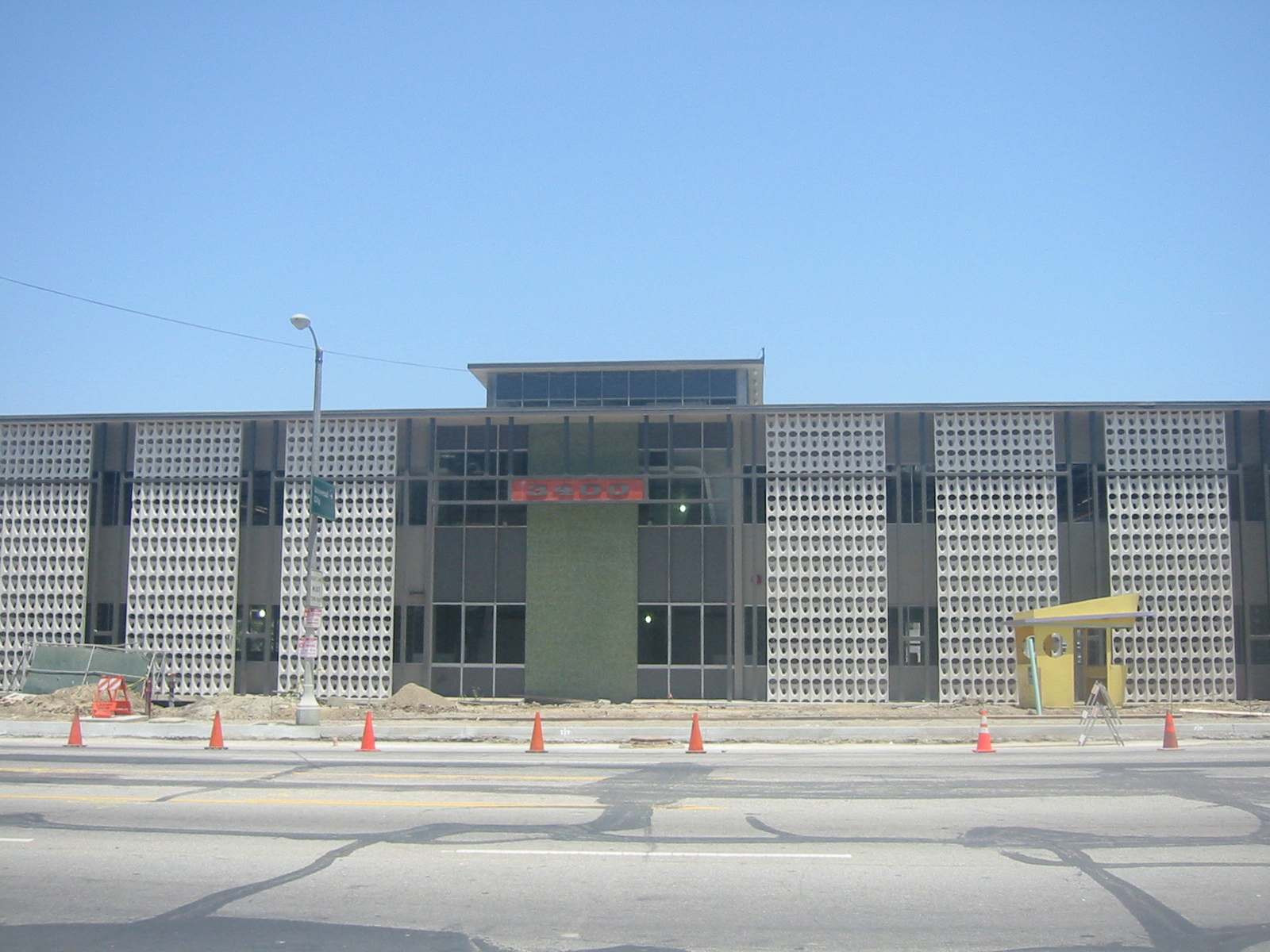
Clădirea studioului Hanna-Barbera

La sfârșitul anilor '60, Hanna–Barbera Productions era cel mai de succes studio de desene animate. Studioul a lansat de-a lungul anilor peste 3000 de episoade de câte o jumătate de oră. Printre cele mai mult de 100 de serii de desene animate și programe speciale pe care le-a produs se numără: Atom Ant, Augie Doggie și Doggie Daddy (o copie a seriei Spike și Tyke aparținând MGM), Jonny Quest, Josie și Pisicile, Magilla Gorilla, Pixie și Dixie și Mr. Jinks, Quick Draw McGraw și Top Cat. Cu toate că Top Cat se bazează pe personajul Sgt. Bilko jucat de Phil Silvers, s-a afirmat greșit că Sgt. Bilko ar fi servit ca inspirație pentru Ursul Yogi. Studioul The Hanna–Barbera a mai produs Scooby-Doo (1969–1986) și Ștrumfii (1981–1989), dar și filme de desene animate bazate pe poveștile Alice în țara minunilor, Jack și vrejul de fasole, Cyrano de Bergerac, precum și filmul de lungmetraj Miracolul prieteniei (1973).:228–230
În ciuda popularității desenelor în anii '60, artiștii nu le agreau. Programele de televiziune aveau bugete mai mici decât filmele de desene animate cinematografice, iar această realitate economică a dus la închiderea multor studiouri de animație în anii '50 și '60, mulți oameni din domeniu pierzându-și locul de muncă. Hanna–Barbera a jucat un rol crucial în dezvoltarea animației limitate,:75:54 care a dus la reducerea costurilor producerii programelor de televiziune, dar care sacrifica calitatea artistică. Hanna și Barbera experimentaseră cu aceste tehnici prima oară la începuturile serialului Tom și Jerry.:74, 115 Pentru a reduce costurile fiecărui episod, se punea accentul pe dialogul dintre personaje în detrimentul animației detaliate, iar numărul desenelor executate manual pentru un episod de aproximativ 7 minute a fost redus de la 14.000 la aproape 2.000. În plus, compania a implementat tehnici inovatoare cum ar fi cea a schimbării rapide a fundalului pentru a îmbunătăți vizionarea. Criticii nu au agreat trecerea de la animația bogată și detaliată la personaje plate (fără substanță) cu mișcări repetitive. Ca răspuns, Barbera a declarat că au avut de ales între a se adapta la bugetele pentru televiziune, care scăzuseră de la 35.000 de dolari pentru un episod de șapte minute cu Tom și Jerry la 2.700 de dolari pentru unul cu Ruff și Reddy,:83 și a-și alege o altă meserie.:75:54 Cu toate acestea, noul stil nu a limitat succesul desenelor animate, permițându-le celor doi să-și continue lucrul și oferind locuri de muncă unor oameni care altfel ar fi fost șomeri. Animația limitată a devenit standardul pentru desenele animate televizate și continuă să fie folosită și în ziua de azi în programe de televiziune ca Familia Simpson și South Park
În 1966, Hanna-Barbera Productions a fost vândută companiei Taft Broadcasting (redenumită Great American Communications în 1987) pentru suma de 12 milioane de dolari.:162, 235–236 Hanna și Barbera au rămas la conducerea companiei până în 1991,:16:151 an în care aceasta a fost cumpărată de Turner Broadcasting System pentru o sumă estimată la 320 de milioane de dolari; la rându-i, firma din urmă a fuzionat în 1996 cu Time Warner, deținătoare a Warner Bros. Acest moment a reprezentat începutul unei colaborări strânse cu Cartoon Network, Hanna și Barbera continuând să-și consilieze fosta companie, dar lucrând în paralel și la crearea unor noi desene animate, cum ar fi seria The Cartoon Cartoon Show și ecranizările Familiei Flintstone (1994) și Scooby-Doo (2002).

## Deces
Barbera a murit din cauze naturale la vârsta de 95 de ani în Studio City (Los Angeles) la data de 18 decembrie 2006, după o carieră de șaptezeci de ani în domeniul filmelor de animație. Soția lui, Sheila, i-a fost alături până la moarte. Barbera a lăsat în urmă trei copii din prima lui căsătorie: Jayne (care a lucrat la studiourile Hanna–Barbera), Lynn, și Neal,:105–107 doi nepoți și trei strănepoți.
A fost înmormântat în mausoleumul Great Mausoleum din cimitirul Forest Lawn Memorial Park, Glendale. Filmul de animație Tom și Jerry: Povestea spărgătorului de nuci a fost dedicat în memoria sa.

## Moștenire
Multe dintre filmele sale de animație aveau ca temă prietenia strânsă și parteneriatul; această temă este evidentă la personajele Tom și Jerry, Ursul Yogy și Boo Boo, Fred Flintstone și Barney Rubble, Ruff și Reddy, familia Jetson și prietenii din Scooby-Doo, fiind probabil o reflecție a prieteniei strânse și a parteneriatului dintre Hanna și Barbera, care a durat timp de aproape 60 de ani.:214 Deși calitățile profesionale, punctele slabe și personalitățile lor se potriveau perfect, Hanna și Barbera făceau parte din cercuri sociale total diferite. În cercul de prieteni al lui Hanna se aflau în principal alți producători, în timp ce lui Barbera îi plăcea societatea mondenă de la Hollywood.:52–53 Prin împărțirea sarcinilor de serviciu se completau reciproc, dar nu aveau multe pasiuni în comun, din moment ce Hanna era interesat de activitățile în aer liber, iar lui Barbera îi plăceau plajele, mâncarea bună și băuturile fine.:120–121 Cu toate acestea, în timpul parteneriatului din care s-au născut peste 2.000 de personaje animate, Hanna și Barbera s-au contrazis foarte rar. Barbera afirma următoarele: „Ne înțelegeam perfect reciproc și fiecare avea un respect profund pentru munca celuilalt.”
Barbera este considerat a fi unul dintre cei mai mari producători de animație din toate timpurile, la același nivel cu Tex Avery. Hanna și Barbera au fost printre primii producători de animație care și-au dat seama de potențialul enorm pe care îl reprezenta televiziunea și care s-au adaptat perfect schimbărilor pe care aceasta le-a adus industriei. Leonard Maltin a spus că echipa Hanna–Barbera „[probabil că] deține recordul pentru producerea desenelor animate de înaltă calitate folosind aceleași personaje an de an, fără pauză sau schimbări în rutină. Personajele lor sunt nu numai supervedete animate, dar și o parte iubită a culturii populare americane.” Cei doi sunt deseori considerați singurii rivali ai lui Walt Disney în arta creării filmelor de animație. Hanna și Barbera au avut un impact de durată asupra desenelor animate televizate,:16 ele aflându-se deseori în clasamentele celor mai bune din branșă. Multe dintre personajele create de ei au apărut în filme, cărți, jocuri și în alte produse, iar desenele lor animate au fost vizionate la nivel mondial de peste 300 de milioane de oameni și au fost traduse în mai mult de 20 de limbi. Peliculele nu au fost elogiate doar pentru animație, ci și pentru muzica lor, The Cat Concerto (română Concertul motanului) (1946) și Johann Mouse (română Johann șoarecele) (1952), fiind ambele câștigătoare ale Premiului Oscar și totodată numite „capodopere ale animației” — în mare parte datorită muzicii clasice.:34:133
În total, cuplul Hanna–Barbera a câștigat șapte Premii Oscar și opt Premii Emmy,:32 The Huckleberry Hound Show primind în 1960 primul Emmy acordat unui serial animat. Le-au mai fost înmânate Globul de Aur pentru realizări în televiziune (1960), Premiul Golden IKE — pionieri ai audiovizualului —, Premiul Iris—NATPE — Oamenii anului (1988) —, Premiul guvernatorilor Academiei Artelor Televiziunii și a Științei (1988), Premiul Jackie Coogan pentru contribuiții extraordinare aduse tinerilor prin divertisment în film (1988), Premiul Frederic W. Ziv pentru realizări deosebite în telecomunicații și radiodifuziune — a Conservatorului de Muzică din Cincinnati (1989) —, stea pe Hollywood Walk of Fame (1976), mai multe premii Annie:170 și numeroase alte distincții care au dus la includerea lor în Television Hall of Fame în 1994.:171 În martie 2005, Academia Artelor Televiziunii și a Științei, în colaborare cu Warner Bros. Animation, le-a dedicat un basorelief de bronz la Television Academy's Hall of Fame Plaza în North Hollywood.
În 1992, Barbera s-a întâlnit cu cântărețul de muzică pop Michael Jackson, un fan înrăit al desenelor animate, pentru a-l convinge să cânte în filmul Tom și Jerry: Filmul, propunere refuzată de Jackson. Barbera a desenat cinci scheciuri cu Tom și Jerry, pe care s-a semnat. Jackson i-a dat un autograf pe o poză de a sa dedicat nepoatei lui Barbera, Nicole, cu mesajul: „Pentru eroul de ieri, astăzi, și de mâine, cu multe mulțumiri pentru toți prietenii din desenele animate pe care mi i-ai dăruit în copilărie. Ei reprezentau tot ceea ce aveam.—Michael":236–237